# El Kheiter
El Kheiter (în arabă الخيثر) este o comună din provincia El Bayadh, Algeria.
Populația comunei este de 6.949 de locuitori (2008).